# Deadloch - Uno strano genere di delitti
Deadloch - Uno strano genere di delitti (Deadloch) è una serie televisiva australiana creata da Kate McCartney e Kate McLennan.
La serie ha debuttato su Prime Video il 2 giugno 2023.

## Trama
Nella città di Deadloch, in Tasmania, sono in corso i preparativi per il "festaval" d'inverno, quando un uomo del posto viene ritrovato morto in spiaggia. Viene perciò chiamata una detective di Darwin, Eddie, per collaborare alle indagini con la sergente locale Dulcie e la sua giovane collega Abby.

## Episodi
| Stagione       | Episodi | Pubblicazione |
| -------------- | ------- | ------------- |
| Prima stagione | 8       | 2023          |

## Personaggi e interpreti

### Personaggi principali
- Dulcie Collins, interpretata da Kate Box, doppiata da Federica De Bortoli.
- Eddie Redcliffe, interpretata da Madeleine Sami, doppiata da Eva Padoan.
- Cath York, interpretata da Alicia Gardiner, doppiata da Alessia Amendola.
- Abby Matsuda, interpretata da Nina Oyama, doppiata da Ludovica Bebi.

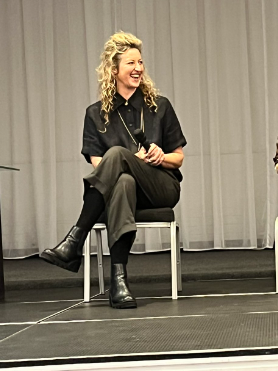
Kate Box interpreta Dulcie Collins
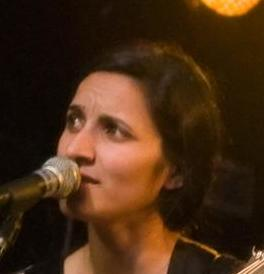
Madeleine Sami interpreta Eddie Redcliffe

### Personaggi ricorrenti
- Skye O'Dwyer, interpretata da Hollie Austin, doppiata da Lucrezia Marricchi.
- Sven Alderman, interpretato da Tom Ballard, doppiato da Federico Viola.
- Claire Connelly, interpretata da Astrid Wells Cooper.
- Ray "Etto" McLintock, interpretato da Duncan Fellows, doppiato da Riccardo Scarafoni.
- Victoria O'Dwyer, interpretata da Kris McQuade, doppiata da Stefanella Marrama.[2]
- Phil Mcgangus, interpretato da Shaun Martindale, doppiato da Alessandro Quarta.
- Miranda Hoskins, interpretata da Kartanya Maynard, doppiata da Chiara Fabiano.[2]
- Nadiyah Zammit, interpretata da Mia Morrissey, doppiata da Martina Felli.[2]
- Sharelle Muir, interpretata da Naarah, doppiata da Mattea Serpelloni.[2]
- Margaret Carruthers, interpretata da Pamela Rabe, doppiata da Antonella Giannini.
- Vanessa Latham, interpretata da Katie Robertson, doppiata da Lidia Perrone.
- James King, interpretato da Nick Simpson-Deeks, doppiato da Daniele Giuliani.
- Shane Hastings, interpretato da Hayden Spencer, doppiato da Davide Marzi.[2]
- Tammy Hampson, interpretata da Leonie Whyman, doppiata da Luna Iansante.
- Aleyna Rahme, interpretata da Susie Youssef, doppiata da Gemma Donati.
- Gez Rahme, interpretato da Harvey Zielinski.
- Megan Lang, interpretata da Stephanie Jack, doppiata da Isabella Benassi.
- Mike Nugent, interpretato da Mick Davies, doppiato da Roberto Fedele.
- Tom O'Dwyer, interpretato da Harry Radbone.
- Callum Robertson, interpretato da Harry Prior.
- Trent Latham, interpretato da Barry Wheeler.
- Gavin Latham, interpretato da Jackson Tozer.
- Dolph Latham, interpretato da Bryce Tollard-Williams.
- Hunter Patterson, interpretato da Ned Ward.
- Michelle Buckley, interpretata da Lisa Gormley, doppiata da Francesca Manicone.
- Fay Hampson, interpretata da Sinsa Jo Mansell.
- Adele, interpretata da Carla Di Domenico.
- Kate, interpretata da Zindzi Okenyo.
- Ted Hopkins, interpretato da Nathan Maynard.
- Jeremy Hodge, interpretato da Darius Williams.
- Jimmy Cook, interpretato da Matt Burton.
- Daniela Kehlmann, interpretata da Grace Naoum.

## Produzione

### Sviluppo
Kate McCartney e Kate McLennan sono le showrunner e produttrici della serie. The Kates, il soprannome con le quali sono conosciute, sono state ispirate a scrivere una serie commedia, dopo aver visto la serie britannica Broadchurch, quindi il primo titolo di lavorazione del progetto è stato Funny Broadchurch. L'attrice Nina Oyama ha affermato al Sydney Morning Herald che "lo show è in primo luogo una serie gialla, a causa del modo in cui è strutturato, e il modo in cui le persone continueranno a tornarci sarà per ragioni basate sul crimine e sul mistero... Ma è anche molto divertente". C'era anche l'intenzione, durante la produzione dello show, di sovvertire alcuni dei tropi tipici del genere e invertire il ruolo di coloro che di solito sono considerati le vittime nella società. C'è inoltre una trama secondaria incentrata sugli aborigeni che ruota attorno ai personaggi interpretati da Leonie Whyman e Kartanya Maynard.
La serie è stata sceneggiata da McCartney e McLennan, insieme a Kim Wilson, Christian White, Anchuli Felicia King, Kirsty Fisher e Madeleine Sami. La produzione della serie è stata avviata a febbraio 2022. Tra i registi della serie, vi sono anche Ben Chessell, Gracie Otto e Beck Cole. Andy Walker è il produttore della serie e le case di produzione coinvolte sono Amazon Studios, Guesswork Television e OK Great Productions, con Fiona McConaghy come co-produttrice. McCartney, McLennan, Kevin Whyte e Tanya Phegan sono i produttori esecutivi. La colonna sonora è stata composta da Amanda Brown.
L'8 luglio 2024 la serie viene rinnovata per una seconda stagione di sei episodi.

### Riprese
Le riprese della prima stagione si sono svolte nel sud della Tasmania, fuori Hobart, intorno a Cygnet e Kingston. Quelle della seconda stagione si tengono, invece, nel Territorio del Nord.

## Distribuzione
La serie è stata pubblicata, a livello internazionale, a partire dal 2 giugno 2023 su Prime Video, con la distribuzione dei primi tre episodi. Gli episodi successivi vengono pubblicati settimanalmente fino al 7 luglio 2023.

## Accoglienza
La serie è stata accolta positivamente dalla critica. Luke Buckmaster di The Guardian ha dato alla serie quattro stelle su cinque e ha elogiato le due creatrici. Pemi Bakshi di Grazia ha recensito in modo positivo la serie, elogiando il modo ironico in cui affronta il genere poliziesco. Stephen A. Russell di Screen Hub ha assegnato alla serie tre stelle su cinque, affermando che ha una snervante mancanza di ambizione.
Su Rotten Tomatoes la prima stagione ha un punteggio del 100% basato su 22 recensioni, con un voto medio di 7,50 su 10.